# Ottobono
Ottobono (dopo il 1150 – prima del 1216) è stato un notaio e cronista italiano.

## Biografia
Genovese, fu uno dei compilatori degli Annali del Caffaro. Scrisse queste cronache dal 1173 al 1196 subentrando a Oberto Cancelliere. Ebbe uno stile contrastante che passò dalla stringatezza alla prolissità. Fu uno dei cronisti della battaglia di Legnano. Fu testimone oculare di molte vicende legate alla Repubblica di Genova, tra cui l'assedio di Gaeta (1194) e la lotta tra Genova e Pisa.